# Eğri Köprü
El puente Eğri Köprü («Puente Curvo» en turco) es un puente de piedra en arco que cruza el río Kızılırmak a 3 km al sureste del centro de la ciudad de Sivas, en Anatolia Central, Turquía. El puente se encuentra en el distrito de Kardeşler, en la carretera que va desde Sivas hasta Malatya y prosigue a Siria y Mesopotamia.
Según el historiador Thomas Alexander Sinclair, el puente fue construido durante la Edad Media, probablemente por el sultanato selyúcida de Rum. Fue profundamente reconstruido durante el periodo otomano.
El puente Eğri Köprü se apoya sobre dieciocho arcos de piedra. Tiene una longitud de 179,60 m y una anchura de 4,55 m. Desde la perspectiva de alguien que viaja desde Sivas, el río se alza sobre la orilla norte del río y se extiende unos 60 m prácticamente hacia el este a lo largo de los seis primeros arcos. En este punto, la estructura del puente se tuerce 45 grados y desciende hacia el sureste unos 120 m a lo largo de los doce arcos restantes, siendo mucho más pronunciada la pendiente sobre los tres últimos arcos. Sinclair relata que uno de los motivos para construir un puente que forma un ángulo convexo a favor de la corriente del río pudo haber sido para resistir la presión del hielo en invierno.
Todos los arcos son en punta y la mayoría de ellos tienen la misma anchura, exceptuando tres que son especialmente anchos. Todos los muelles río arriba cuentan con tajamares de piedra. El parapeto tiene una moldura gruesa con agujeros para permitir que el agua fluya fuera de la calzada. Sinclair detecta el uso de spolia (partes reutilizadas de obras arquitectónicas anteriores) de los periodos clásico y anatolio selyúcida en la construcción del puente actual. Deduce de ello que es probable que el puente original fuera construido por los selyúcidas y que incluyera materiales de un edificio anterior de la época clásica. El puente actual fue reconstruido con material del puente selyúcida. La suposición de que el puente fue construido por los selyúcidas daría lugar a una datación en un periodo de 69 años entre la conquista de Sivas por el sultán selyúcida Kilij Arslan II en 1174 y la captura de la ciudad por parte del comandante mongol ilkánida Baiju tras la batalla de Köse Dağ del 26 de junio de 1243.
Se sabe que el puente fue reparado en 1585 durante el reinado del sultán Murad III. Un inventario de construcciones almacenado en el Museo del Congreso y de la Etnografía de Sivas también recoge evidencias de una reparación del puente en el año 1217 después de la Hégira (1807-1808, en el calendario gregoriano), y otros registros apuntan a reparaciones en el siglo XIX bajo el patronazgo del valí (gobernador) de Sivas Halil Rifat Pashá y bajo la dirección del agha de Kangal, Abdurrahmán Pashá. Halil Rifat Pashá ejerció como valí de Sivas entre 1882 y 1885. 
El Ministerio de Cultura y Turismo de Turquía añadió el puente a su inventario nacional de patrimonio cultural el 21 de enero de 1983. Fue restaurado en 2006 por le 16.ª Región de la Dirección General de Autopistas de Turquía, razón por la cual ofrece un aspecto pálido y renovado. Desde que se construyó un puente moderno a unos 50 m río arriba, el puente curvo solo está abierto al uso peatonal.